# 王鼎 (弘治進士)
王鼎（1458年—？），字重器，直隸順德府鉅鹿縣人，民籍，明朝政治人物。

## 生平
順天府鄉試第三十九名舉人。弘治三年（1490年）中式庚戌科會試第一百二十五名，三甲第一百八十名進士。

## 家族
曾祖王得名；祖父王文貴，主簿；父王惟，母李氏。永感下。